# Chinese Coffee
Chinese Coffee é um filme norte-americano de 2000 dirigido e estrelado por Al Pacino.